# Mees Peijnenburg

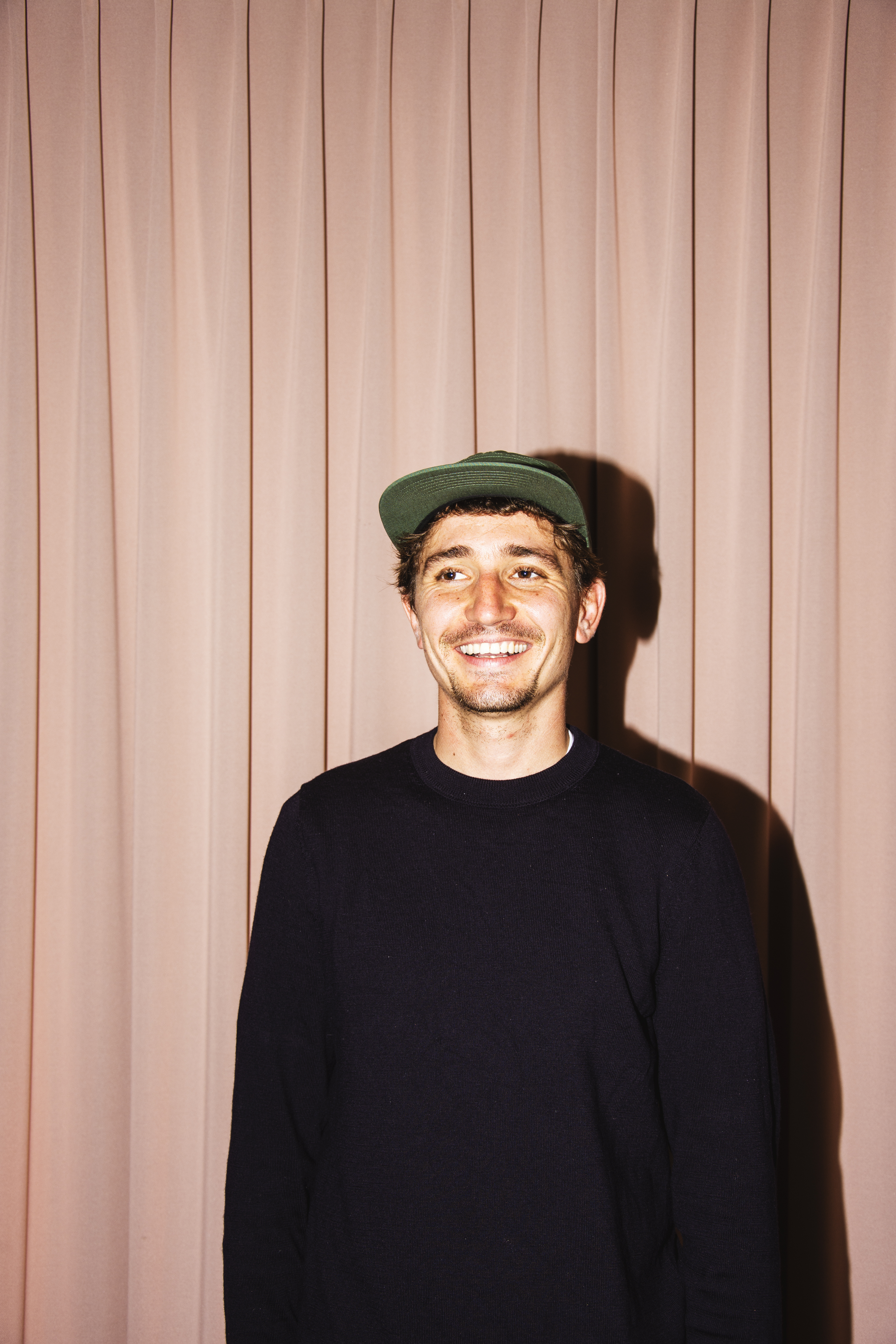
Mees Peijnenburg, 2020

Mees Peijnenburg (* 20. Mai 1989) ist ein niederländischer Filmregisseur.

## Karriere
Nach der High School reiste Peijnenburg für ein Jahr nach Dänemark, um am European Film College zu studieren. In Amsterdam besuchte er die Niederländische Filmakademie, wo er 2013 seinen Abschluss in Spielfilmregie machte.
Im Jahr 2013 wurde Peijnenburgs Abschlussfilm Even Cowboys Get to Cry mit Ko Zandvliet und Jonas Smulders ebenfalls auf der Berlinale uraufgeführt.[2] Für seinen Kurzfilm Un Creux Dans mon Coeur erhielt er 2015 den Dutch Directors Guild Award.
Bei der Golden Calves-Preisverleihung 2015 gewann Peijnenburg den Preis für das beste Fernsehdrama des Jahres 2015 für den One-Night-Stand-Film We Will Never Be Royals. Bei De TV-Beelden 2016 gewann Peijnenburg zusammen mit Bastiaan Kroeger einen Preis für sein Drehbuch. Peijnenburg wurde auch für seine Regie in derselben Produktion nominiert.
In den Jahren 2016–2017 wurde Peijenburg von der Cinéfondation (der Filmfestspiele von Cannes) ausgewählt, an seinem ersten Spielfilm zu arbeiten. Das Ergebnis war der Film Paradise Drifters mit Tamar van Waning, Jonas Smulders und Bilal Wahib. Dies wurde im Januar 2020 auf der Berlinale 2020 gezeigt.[4] Bilal Wahib gewann ein Goldenes Kalb für seinen Auftritt bei der 40. Ausgabe des Niederländischen Filmfestival.
Bei der Berlinale 2021 wurde er in die internationale Kinder- und Jugendfilmjury der Sektion Generation berufen.

## Filmografie

### Regisseur

#### Spielfilme
- 2020: Paradise Drifters

#### Fernsehfilme
- 2015: Geen koningen in ons bloed

#### Kurzfilme
- 2021: Payboy
- 2015: A Hole in My Heart
- 2014: Bloedhond
- 2013: Even Cowboys Get to Cry
- 2012: We Were Wolves